# Eremobates scopulatus
Eremobates scopulatus es una especie de arácnido  del orden Solifugae de la familia Eremobatidae.

## Distribución geográfica
Se encuentra en México  y en Estados Unidos.